# 笔状隙蛛
笔状隙蛛（学名：Coelotes penicillatus）为暗蛛科隙蛛属的动物。在中国大陆，分布于云南等地。该物种的模式产地在云南昆明西山。